# 日本须鲨
日本须鲨（学名：Orectolobus japonicus），又名日本鬚鮫，俗名豆腐鯊、虎鯊，为軟骨魚綱鬚鯊目须鲨科须鲨属的一種。

## 分布
本魚分布于西太平洋區，包括朝鲜西南沿海和日本九州西岸以及南海、东海和沿海及黄海东部等海域，一般生活于近海底层多植物生长的环境。该物种的模式产地在日本和中国。

## 深度
水深5至110公尺。

## 特徵
本魚體平扁，口次端位，前面牙齒細長，單一尖頭。噴水孔大，在眼之水平直徑之位置以下。臀鰭小，在第二背鰭以後，接近尾鰭下葉。眼上方無乳突，頭側觸鬚較多，但頸部無鬚。鼻辮分枝簡單。兩背鰭約等大，體銹銅色，具有白色邊緣之斑紋，更有10條以上不規則之暗色橫帶。體長可達100公分。

## 生態
本魚主要棲息於沿海礁沙混合且海藻繁生的海床，為大型底棲鯊類，活動少，常蟄伏於海床，伺機捕食魚類、甲殼動物或軟體動物，卵胎生，懷孕期約一年，一年可產下30尾幼鯊。齒銳利，捕捉時須注意。

## 經濟利用
食用魚，可醃製成沙魚煙，製成魚漿或魚丸。